# Conferência Nordeste do Brasil Futebol Americano de 2017
A Conferência Nordeste é uma das quatro conferências da Brasil Futebol Americano de 2017. A conferência está dividida em dois grupos com quatro times: Norte e Sul. O primeiro colocado de cada um dos grupos, mais os dois melhores classificados independente do grupo, estarão classificado para as semifinais da conferência. O campeão da conferência classifica-se às Semifinais Nacionais para enfrentar o campeão da Conferência Centro-Oeste. A pior equipe da conferência sendo rebaixada para a Liga Nordeste de 2018.

## Classificação
Classificados para os Playoffs estão marcados em verde e em rosa o rebaixado à Liga Nacional de 2018.
O símbolo # indicada a classificação dentro da conferência.
Grupo Norte
| Pos | Times              | V | E | D | PCT  | PF  | PS  | SP   |
| --- | ------------------ | - | - | - | ---- | --- | --- | ---- |
| 1   | Ceará Caçadores #2 | 5 | 0 | 1 | .833 | 149 | 81  | 68   |
| 2   | UFERSA Petroleiros | 3 | 0 | 3 | .500 | 170 | 156 | 14   |
| 3   | Bulls Potiguares   | 1 | 0 | 5 | .167 | 113 | 161 | -48  |
| 4   | Tropa Campina      | 1 | 0 | 5 | .167 | 34  | 248 | -214 |

Grupo Sul
| Pos | Times                    | V | E | D | PCT   | PF  | PS  | SP   |
| --- | ------------------------ | - | - | - | ----- | --- | --- | ---- |
| 1   | João Pessoa Espectros #1 | 6 | 0 | 0 | 1.000 | 252 | 36  | 216  |
| 2   | Recife Mariners #3       | 4 | 0 | 2 | .667  | 223 | 66  | 157  |
| 3   | Cavalaria 2 de Julho #4  | 4 | 0 | 2 | .667  | 113 | 117 | -4   |
| 4   | Recife Pirates           | 0 | 0 | 6 | .000  | 46  | 235 | -189 |

### Resultados
Primeira Rodada
| 1 de julho 19:00 UTC -3 | Relatório | Cavalaria 2 de Julho | 24–00 | Tropa Campina |  | Salvador Arena Club, Salvador-BA |  |

| 2 de julho 14:00 UTC -3 | Relatório | Recife Pirates | 00–71 | Recife Mariners |  | Estádio Grito da República, Olinda-PE |  |

| 2 de julho 15:00 UTC -3 | Relatório | Bulls Potiguares | 06–30 | João Pessoa Espectros |  | Arena das Dunas, Natal-RN |  |

| 9 de julho 16:00 UTC -3 | Relatório | Ceará Caçadores | 26–07 | UFERSA Petroleiros |  | Estádio Presidente Vargas, Fortaleza-CE |  |

Segunda Rodada
| 22 de julho 16:00 UTC -3 | Relatório | Tropa Campina | 00–24 | Ceará Caçadores |  | Estádio O Amigão, Campina Grande-PB |  |

| 23 de julho 14:00 UTC -3 | Relatório | João Pessoa Espectros | 30–06 | Cavalaria 2 de Julho |  | Vila Olímpica Parahyba, João Pessoa-PB |  |

| 23 de julho 14:00 UTC -3 | Relatório | UFERSA Petroleiros | 21–00 | Recife Pirates |  | Estádio Nogueirão, Mossoró-RN |  |

| 10 de setembro 14:30 UTC -3 | Relatório | Recife Mariners | 26–06 | Bulls Potiguares |  | Arena Pernambuco, Recife-PE |  |

Terceira Rodada
| 6 de agosto 14:00 UTC -3 | Relatório | João Pessoa Espectros | 61–12 | UFERSA Petroleiros |  | Vila Olímpica Parahyba, João Pessoa-PB |  |

| 6 de agosto 14:00 UTC -3 | Relatório | Cavalaria 2 de Julho | 00–34 | Recife Mariners |  | Salvador Arena Club, Salvador-BA |  |

| 6 de agosto 15:00 UTC -3 | Relatório | Tropa Campina | 22–18 | Recife Pirates |  | Estádio O Amigão, Campina Grande-PB |  |

| 6 de agosto 16:00 UTC -3 | Relatório | Ceará Caçadores | 37–16 | Bulls Potiguares |  | Estádio Presidente Vargas, Fortaleza-CE |  |

Quarta Rodada
| 19 de agosto 19:00 UTC -3 | Relatório | Cavalaria 2 de Julho | 36–30 | UFERSA Petroleiros |  | Salvador Arena Club, Salvador-BA |  |

| 20 de agosto 14:00 UTC -3 | Relatório | João Pessoa Espectros | 64–00 | Recife Pirates |  | Vila Olímpica Parahyba, João Pessoa-PB |  |

| 20 de agosto 14:30 UTC -3 | Relatório | Recife Mariners | 14–23 | Ceará Caçadores |  | Arena Pernambuco, Recife-PE |  |

| 20 de agosto 15:00 UTC -3 | Relatório | Bulls Potiguares | 49–06 | Tropa Campina |  | Arena das Dunas, Natal-RN |  |

Quinta Rodada
| 3 de setembro 14:00 UTC -3 | Relatório | João Pessoa Espectros | 36–06 | Ceará Caçadores |  | Vila Olímpica Parahyba, João Pessoa-PB |  |

| 3 de setembro 14:00 UTC -3 | Relatório | Recife Pirates | 20–24 | Cavalaria 2 de Julho |  | Clube das Águias, Recife-PE |  |

| 3 de setembro 14:00 UTC -3 |  | Tropa Campina | 06–72 | Recife Mariners |  | Estádio O Amigão, Campina Grande-PB |  |

| 3 de setembro 15:00 UTC -3 |  | UFERSA Petroleiros | 39–33 | Bulls Potiguares |  | Estádio Nogueirão, Mossoró-RN |  |

Sexta Rodada
| 16 de setembro 16:00 UTC -3 | Relatório | Bulls Potiguares | 03–23 | Cavalaria 2 de Julho |  | Arena das Dunas, Natal-RN |  |

| 17 de setembro 14:30 UTC -3 | Relatório | Recife Mariners | 06–31 | João Pessoa Espectros |  | Arena Pernambuco, Recife-PE |  |

| 23 de setembro 15:00 UTC -3 | Relatório | UFERSA Petroleiros | 61–00 | Tropa Campina |  | Estádio Nogueirão, Mossoró-RN |  |

| 24 de setembro 14:00 UTC -3 | Relatório | Ceará Caçadores | 33–08 | Recife Pirates |  | Estádio Antony Costa, Fortaleza-CE |  |